# Andrea Maffei (poeta)
Andrea Maffei (Molina di Ledro, 19 aprile 1798 – Milano, 27 novembre 1885) è stato un poeta, librettista e traduttore italiano.

## Biografia

### Gli esordi

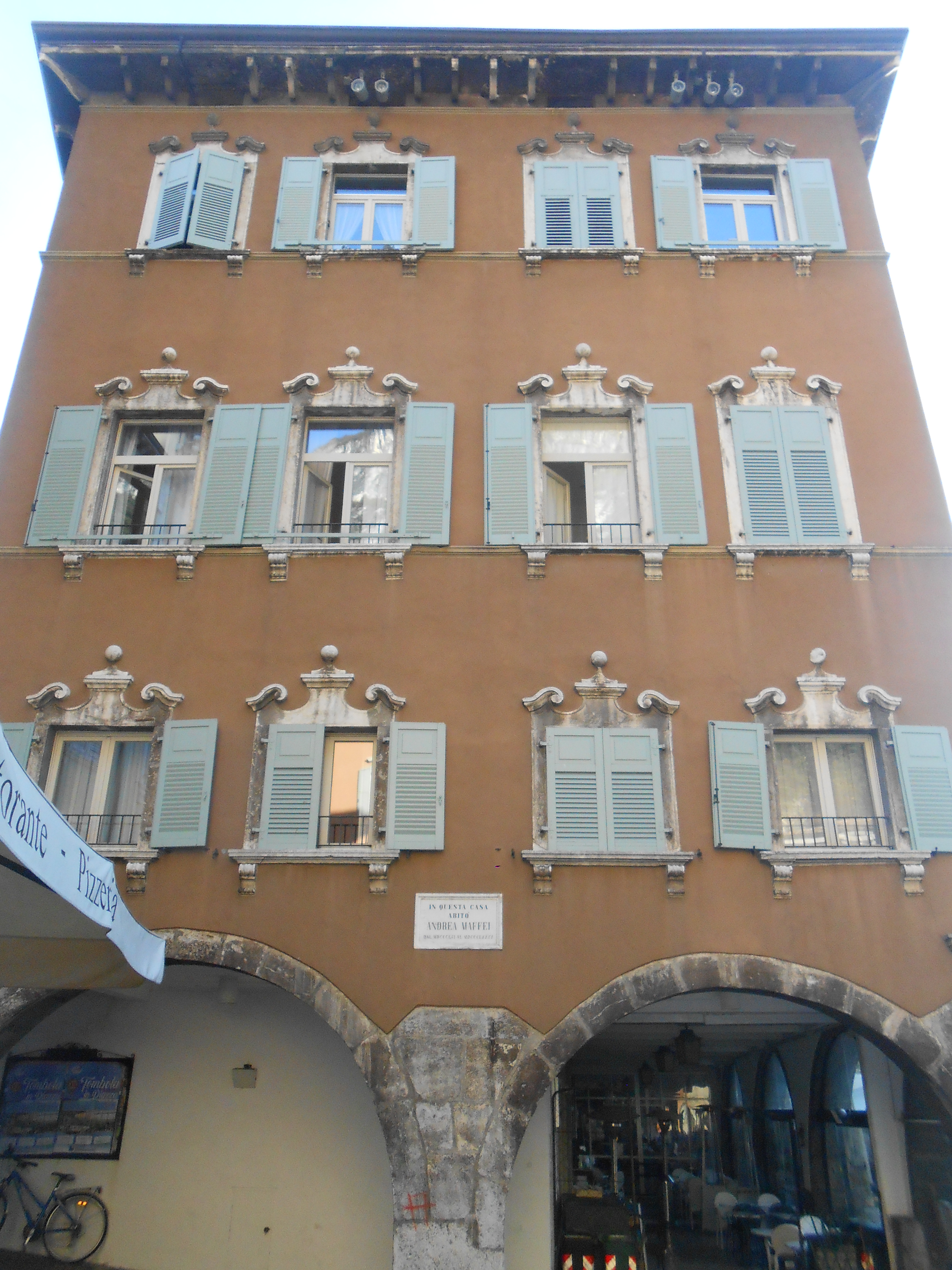
la casa in piazza San Rocco a Riva del Garda

Nato il 19 aprile 1798 a Molina di Ledro, in Trentino, trascorse i primi anni tra Riva del Garda, di cui il padre Filippo era pretore, Trento e l'Alto Adige. Dopo aver studiato dal 1811 al 1814 a Bologna, quale allievo di Paolo Costa, si trasferì per un biennio a Monaco di Baviera, presso lo zio, l'abate Giuseppe Maffei, professore di letteratura italiana nella locale Università e consigliere della famiglia reale bavarese. L'ambiente monacense, culturalmente vivacissimo, non solo gli permise di acquisire una piena padronanza della lingua ma anche di assorbire la conoscenza degli autori del romanticismo tedesco.
Nel 1818, tornato in Italia, esordì come traduttore pubblicando a Milano gli Idillj di Salomon Gessner, dedicati a Vincenzo Monti, che l'adolescente Maffei aveva conosciuto a Bologna frequentando con il padre, alto funzionario governativo, alcuni salotti della colta società, nei quali era entrato in contatto anche con il conterraneo Paride Zajotti e con Giovita Scalvini. La versione di Gessner, in terzine di armoniosi endecasillabi, riscosse grande successo, venne lodata sia dai conservatori della Biblioteca Italiana che dagli innovatori del Conciliatore ed ebbe numerosissime ristampe.
Conseguita nel 1820 la laurea in Giurisprudenza all'Università degli Studi di Pavia, si spostò, quale impiegato nei primi gradi della burocrazia governativa, dapprima a Verona poi, nel 1823, a Venezia. In questi anni ottiene il titolo di Socio d'onore dell'ateneo di Brescia. Nel 1825 ottenne infine stabile trasferimento quale segretario presso il tribunale d'appello di Milano.
Nel frattempo, incitato dal Monti, aveva iniziato la versione del Messias di Klopstock, un cui primo saggio era apparso sulla Biblioteca Italiana nel 1821; nel 1823 si era poi dedicato alla traduzione, sempre dal tedesco, del poema epico Tunisiade del patriarca di Venezia e primate di Dalmazia Ladislao Pyrker, il quale si era rivolto a lui su consiglio di Antonio Rosmini. Al progetto aveva aderito poco dopo anche Vincenzo Monti che, su una versione letterale fornitagli dal Maffei, aveva messo in rima alcune centinaia di versi del poema. Negli anni seguenti, gli ultimi della sua vita, Monti esortò più volte il giovane amico e collaboratore a condurre a termine la versione del poema di Pyrker e in effetti Maffei, forse solo per un debito di riconoscenza nei confronti del suo "secondo padre", se ne occupò a più riprese, senza mai però pubblicarla integralmente.
Fu tuttavia la permanenza a Milano che gli permise di orientare decisamente i suoi interessi verso autori senz'altro a lui più congeniali e più atti a rispondere alle nuove istanze culturali. Thomas Moore e George Byron, ad esempio, la cui fama nell'Italia del primo Romanticismo sempre più andava diffondendosi. Ma fu soprattutto a Friedrich Schiller, e in particolare alla sua produzione drammatica, che il traduttore dedicò un sistematico impegno durante tutti i suoi anni milanesi. Con la versione del Teatro completo schilleriano, iniziata nel 1827 con la pubblicazione de La Sposa di Messina, egli contribuì notevolmente - anche grazie al grande consenso ottenuto dalle versioni e alla cassa di risonanza fornita dalla pronta trasposizione sulle scene teatrali e musicali di molte di esse - non solo a far conoscere in Italia il grande drammaturgo tedesco, la cui opera era quasi ignota nella penisola proprio a causa della mancanza quasi completa di traduzioni, bensì a stimolare il dibattito culturale.
Alla versione della Sposa di Messina erano seguite quelle della Maria Stuarda (1829), de La Pulzella d'Orléans (1830) e del Guglielmo Tell (1835), edite da Lampato. Quella del Don Carlos - lodata tra gli altri da Carlo Cattaneo sul suo Politecnico - fu invece pubblicata nel 1842 dall'editore Luigi Pirola che aveva ottenuto l'esclusiva su tutti i testi facendo al traduttore "ponti d'oro", come testimonia Marino Berengo nel suo volume sull'editoria milanese della Restaurazione. Il Teatro completo uscì alle stampe presso il Pirola in edizione di lusso, arricchita dalle incisioni dei più quotati artisti, tra cui in primis Francesco Hayez. Con l'aumentare del suo prestigio culturale aumentano anche le nomine onorifiche: nel 1828 diventa Socio onorario dell'Accademia dei Filodrammatici di Milano, l'anno successivo è nominato Socio della Reale Accademia Roveretana degli Agiati e Socio della Società Filodrammatica di Firenze.
L'Accademia Filodrammatica di Milano chiede a Maffei di comporre una cantata per l'omaggio in onore del poeta Vincenzo Monti e viene eseguita il 5 dicembre del 1829 dal maestro Conti di Napoli. 

### Il Salotto Maffei
Nel marzo 1832 Maffei sposò la diciottenne Clara Carrara Spinelli, figlia del conte Giovan Battista, precettore in casa Litta a Milano. Due anni più tardi, nel 1834, per attenuare la solitudine della moglie, affranta per la morte a soli nove mesi dell'unica figlia, il letterato cominciò ad aprire la propria casa agli scrittori e agli artisti a lui più affettuosamente legati. Nacque così il Salotto Maffei che in breve tempo, grazie alla fama e all'ampia gamma di relazioni di Andrea e all'amabile accoglienza della giovanissima Clara, divenne un ineludibile punto d'incontro di aristocratici, intellettuali ed artisti, sia della penisola che provenienti dall'estero.
"Per un ventennio Andrea Maffei a Milano contava fra i potenti", avrebbe scritto il corrivo, inesauribile memorialista Raffaello Barbiera nel suo Il salotto della contessa Maffei, apparso nel 1894 e ristampato più e più volte; un libro che, per quanto rievocazione a posteriori e in più intriso di mitopoiesi postrisorgimentale, ci permette, anche soltanto grazie al repertorio quanto mai variegato delle personalità che di casa Maffei furono ospiti, di immaginare quale ampia circolazione di idee ed esperienze ad essa facesse capo. Vivacissimo e cosmopolita, era un salotto in grado di offrire il più aggiornato dibattito in ambito non solo letterario ma anche artistico e musicale. Maffei infatti, mediatore per eccellenza di reciproche suggestioni, aveva rapporti privilegiati oltre che con uomini di lettere anche con artisti e musicisti.
Per quanto concerne gli esponenti delle arti figurative non si può non citare per primo Francesco Hayez, il maggior rappresentante della pittura romantica italiana. Hayez fu fin dall'inizio tra i più affezionati ospiti del salotto, sulle cui pareti apparivano tra l'altro due suoi dipinti: un delizioso ritratto della giovane contessa Clara e, in massima evidenza, Valenza Gradenigo davanti agli inquisitori, il primo soggetto di storia veneziana dell'artista, eseguito nel 1835 per l'amico e consigliere. Direttamente ispirato a Le veneziane di Maffei è il Trittico della Vendetta di Hayez. 
Molti altri furono però gli artisti chiaramente debitori a Maffei non solo di parecchie scelte tematiche ma anche di buona parte della loro consacrazione critica. Basti citare lo scultore Vincenzo Vela e il pittore Giuseppe Bertini, che egli ebbe l'opportunità di seguire e orientare fin dall'inizio della loro carriera promossa anche grazie all'intensa attività critica svolta dal letterato illustrando personalmente o facendo illustrare da intellettuali a lui vicini le opere sui periodici e sulle strenne più accreditate, in particolare sulle pagine illustrate delle "Gemme d'Arti Italiane" che egli stesso diresse per alcuni anni.
Per quanto riguarda la musica Maffei era in stretta relazione, grazie alle sue entrature negli ambienti teatrali e melodrammatici - che s'erano presto largamente valsi delle sue versioni - con impresari, critici e librettisti. Era inoltre in familiarità con i compositori più famosi, tra i quali Sigismond Thalberg, Franz Liszt, Rossini, Bellini e Donizetti. Nel 1835, quando Bellini cessò di vivere a Puteaux, presso Parigi, fu Maffei a scrivere, su richiesta dell'editore Ricordi, i versi del Lamento per la morte di Bellini, musicato da Donizetti e dedicato a Maria Malibran, eccezionale interprete di opere belliniane.
Nel 1838 su richiesta dell'Accademia dei Filodrammatici di Milano Andrea Maffei scrive il testo di una scena lirica, La Pace, che verrà eseguita durante l'incoronazione di Ferdinando I.
Giuseppe Verdi entra per la prima volta nel salotto nel 1842 dopo il suo successo con l'opera Nabucco.  Divenuto in breve uno degli ospiti più assidui del ritrovo, che proprio allora si era trasferito da via Tre Monasteri a piazza Belgiojoso, il giovane musicista trovò in Andrea Maffei una guida preziosa, in grado non solo di introdurlo in tutti gli ambienti che più contavano, ma anche di orientarne e plasmarne gli interessi. Tutto il cosmopolitismo culturale di cui il letterato era, come traduttore, il maggior intermediario in Italia entrò via via tra le scelte operate o comunque vagliate dal compositore. Maffei, oltre a scrivere il testo di alcune romanze da camera verdiane (Il tramonto, Ad una stella, Brindisi, Milano 1845), fu, negli anni che precedettero il '48, una figura onnipresente a fianco dell'amico, disponibile anche nel redigere gli "sbozzi" preliminari delle opere in gestazione e nell'intervenire, quando necessario, sugli stessi libretti.
Nel giugno 1846 Verdi fu, insieme a Giulio Carcano, testimone dell'Atto di separazione tra Maffei e la moglie Clara, già legata sentimentalmente a Carlo Tenca, uno degli ospiti del salotto. Atto steso, in veste di notaio Tommaso Grossi. Nei mesi successivi, dopo un soggiorno a Recoaro, Verdi e Maffei collaborano alla revisione del libretto del Macbeth e lo stesso Maffei scrive il libretto de I Masnadieri. 
Restando al rapporto di Maffei con la musica accenniamo soltanto al rilievo che egli ebbe nel campo della lirica vocale da camera, prestando i suoi versi a innumerevoli composizioni sia di musicisti più o meno prestigiosi (già si è detto delle romanze per Verdi ed accennato a Rossini e Donizetti) che di maestri di canto, strumentisti, dilettanti e allievi di conservatorio. Per l'argomento, variegato e ricco di nomi, si rimanda agli Atti del Convegno di studio Andrea Maffei e la romanza da camera dell'Ottocento. Se nell'ambito suddetto ritroviamo soprattutto il letterato autore di componimenti poetici originali, fu invece ancora il traduttore a confrontarsi con Jacob Meyerbeer, considerato il maggior rappresentante del grand-opéra. Nel 1847 il Meyerbeer, per il tramite di Peter Lichtenthal, che viveva a Milano, affidò a Maffei l'incarico della traduzione della tragedia Struensee del fratello Michael Beer, morto prematuramente. Ma i rivolgimenti del '48 evidentemente ne bloccarono il compimento. Fu infatti soltanto nel 1863 che Struensee, tragedia in 5 atti tradotta per le scene italiane da Andrea Maffei, uscì alle stampe presso Ricordi, corredata dalla musica dello stesso Meyerbeer. Essa fu rappresentata per la prima volta dalla compagnia teatrale di Ernesto Rossi al Teatro della Canobbiana nel 1865.

### La partecipazione alleCinque giornate

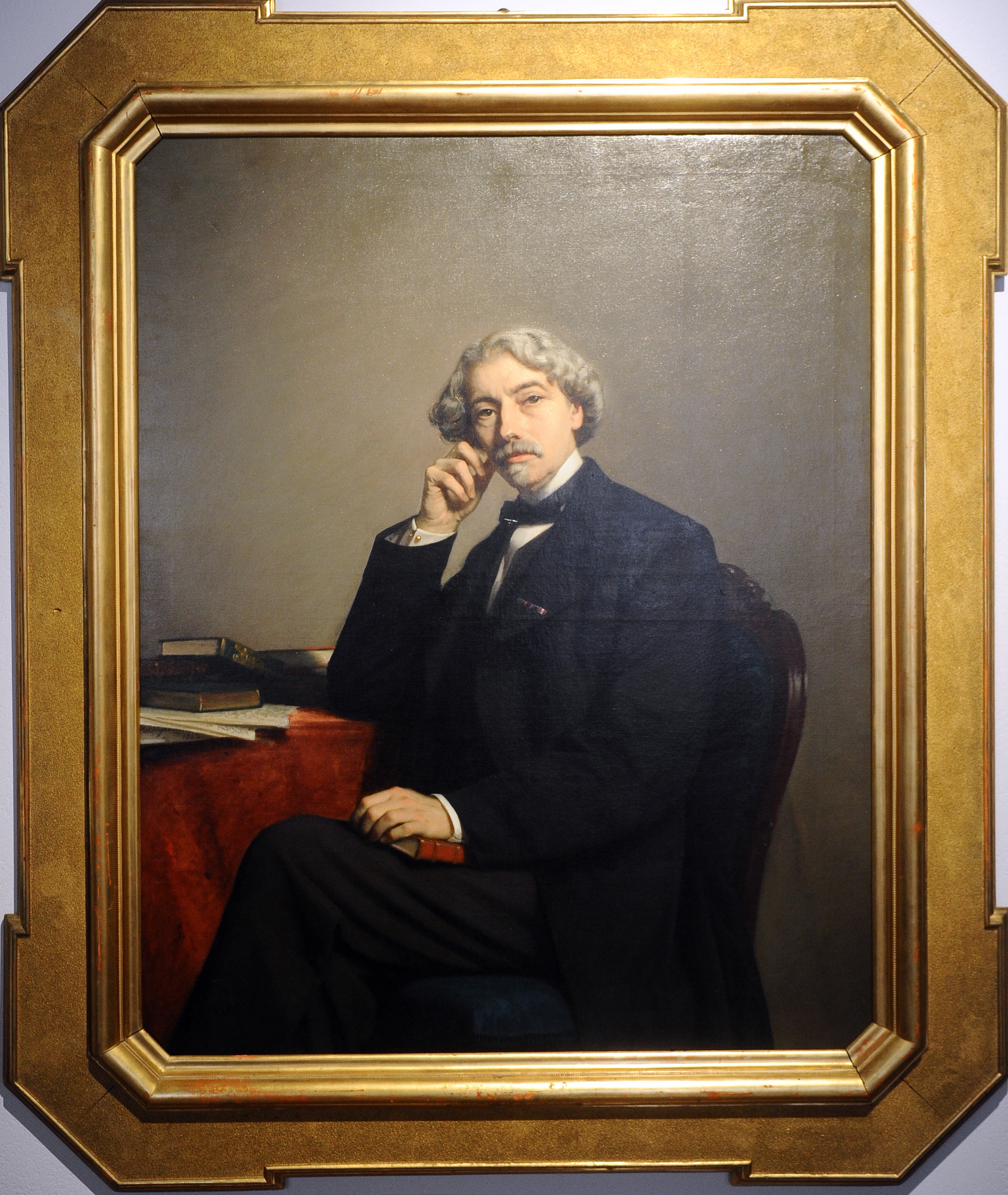
Ritratto di Andrea Maffei di Michele Gordigiani, MAG Museo Alto Garda

Nel 1848 anche Maffei, nonostante la moderazione della sua indole, apparve contagiato dal clima di entusiasmo che caratterizzò le 5 Giornate, tra i cui promotori prima e combattenti poi c'erano molti dei più giovani amici che erano stati frequentatori del suo salotto. E non mancò di dare il suo concreto apporto alla sommossa "costruendo barricate in piazza Belgiojoso e in via degli Omenoni e del Morone". Venne inoltre incaricato dal Governo provvisorio di scrivere un Inno per la solenne benedizione delle bandiere. In maggio sottoscrisse il manifesto programmatico della "Società dell'Unità d'Italia"  della sua antica amica Cristina di Belgiojoso, la quale un mese prima era entrata in Milano su un cavallo bianco, sventolando il tricolore e alla testa di un drappello di giovani napoletani. Nel frattempo, coerentemente, egli aveva chiesto lo svincolo dalla cittadinanza austriaca, come risulta nel Verbale della seduta del Governo provvisorio lombardo del 2 maggio 1848.
Nel 1849, ormai allontanatasi ogni speranza di riscatto, Maffei s'allontanò dalla città per un lungo viaggio all'estero: dopo un soggiorno estivo in Baviera presso lo zio Giuseppe e nel castello del duca Massimiliano sul lago di Starnberg, egli fece tappa in varie città della Germania, tra cui Kissingen, Dresda, Lipsia e Berlino, visitandone "i tesori d'arte" e rimandando a più riprese il ritorno in Italia.

### La produzione lirica e le traduzioni
Dopo il ritorno a Milano nel 1850, lascia l'impiego governativo al Tribunale d'Appello di Milano e rifiuta l'offerta di subentrare a Luigi Carrer, deceduto, quale direttore del Museo Correr di Venezia cercando invece, seppur inutilmente, di far ottenere l'incarico al carissimo Giulio Carcano, che dopo il '48 si trovava in difficoltà economiche. 
In seguito alla morte, avvenuta nel 1851 a Milano, del fratellastro Giovan Battista Colò, decide di stabilirsi a Riva del Garda portando con sé le sue collezioni d'arte. Qui conosce la nobile famiglia de Lutti che diverrà il suo più stabile riferimento affettivo. Ed egli contraccambiò l'affezione dimostratagli con una dedizione assoluta, volta specialmente a sostenere le doti intellettuali dei giovani figli dei suoi ospiti: Francesca, che orientò nella vocazione letteraria, patrocinando tra l'altro la pubblicazione dei suoi scritti presso l'editore Le Monnier di Firenze, e Vincenzo, del quale incoraggiò invece le doti musicali, adoperandosi per farlo conoscere negli ambienti milanesi e riuscendo addirittura, nel 1858, a far rappresentare alla Scala un suo melodramma, il Berengario d'Ivrea.
La riacquistata serenità porta il Maffei a dedicarsi con maggiore assiduità a una produzione poetica propria, prima confinata, dato l'impegno dominante di traduttore, in ambito minore e spesso occasionale. Nacque così il volume Dal Benaco, con versi ispirati in buona parte al lago di Garda. Riprende la traduzione del Paradiso perduto di John Milton e poemi di Byron, di cui uscirono alle stampe nel 1853 le novelle in versi Parisina e il Prigioniero di Chillon (dedicate rispettivamente a Giuseppe Bertini e a Vincenzo Vela) e il mistero Cielo e Terra (intitolato a Francesco Hayez). Del 1859 fu invece la pubblicazione degli Adoratori del fuoco di Thomas Moore, con una dedica in versi a Giuseppe Verdi. Nel 1859 diventa membro della Commissione straordinaria per il riordino dell'Accademia di Brera.
Pur continuando ad alternare la dimora a Riva del Garda con frequenti soggiorni in altre città, specie Milano e Venezia, Maffei intensificò in questo periodo le sue visite a Firenze, dove, fin dal 1840, egli aveva intrecciato duraturi rapporti con l'ambiente intellettuale toscano, in particolare con Giovan Battista Niccolini, Gino Capponi, Giuseppe Montanelli, Giuseppe Giusti, che lo avevano in grande stima com'è testimoniato, tra l'altro, dagli intensi scambi epistolari. Una spinta decisiva nel porre Firenze ancor più al centro dei suoi interessi giunse dalla relazione sempre più profonda di connubio intellettuale e di collaborazione editoriale instaurata, in particolare negli anni in cui la città divenne capitale del nuovo Regno d'Italia, con Felice Le Monnier. Se da una parte il letterato gli cedette i diritti di pubblicazione delle sue opere (sia delle versioni che dei versi originali), fu invece l'editore a volerlo inserire, quale fidato confidente e prezioso intermediario culturale, come azionista nella Società dei Successori Le Monnier, costituitasi nel 1865 e presieduta dal barone Bettino Ricasoli. Per molti anni il catalogo della Biblioteca Nazionale lemonneriana non solo si arricchì delle tante edizioni e ristampe delle opere del poeta trentino, ma anche dei nomi di letterati a lui vicini, compresi parecchi giovani cui egli dava la possibilità di farsi conoscere entrando in una collana prestigiosa.
Nel volume Gemme straniere, pubblicato da Le Monnier nel 1860, apparvero anche un buon numero di romanze di Goethe, l'autore tedesco che più avrebbe impegnato il traduttore negli anni successivi. Nel 1864 uscì il poemetto goethiano Arminio e Dorotea, mentre nel 1866 fu la volta della versione della prima parte del Faust.  Il testo era preceduto da un lungo discorso critico di Eugenio Checchi, uno dei giovani che Maffei maggiormente contribuì a introdurre nell'ambito culturale ed editoriale e che divenne il suo più fedele seguace durante tutto l'ultimo ventennio della vita.
Nella primavera del 1869, mentre si trovava a Firenze per curare la stampa del Faust completo, il traduttore venne colpito da una seria forma di carbonchio, che fece temere per la sua vita. In quell'occasione la moglie Clara raggiunse immediatamente la città e per quasi due mesi l'assistette amorosamente in ospedale. A partire da quel momento i rapporti tra Andrea e Clara tornarono frequenti e affettuosi e tali restarono per tutti gli anni successivi.
Il Faust uscì alle stampe entro il 1869 e la versione fu accolta, come al solito, con molto favore dalla critica e dai lettori. Ma di lì a poco la celebrità del Maffei traduttore dovette subire il velenoso attacco del giovane napoletano Vittorio Imbriani. L'Imbriani, dopo aver cercato di dimostrare che «Il Fausto di Goethe è un capolavoro sbagliato, è l'aborto di un capolavoro», si scagliava, in un saggio successivo, contro la traduzione maffeiana, giungendo a concludere che «la bella fama del Maffei l'è usurpata». La stroncatura, apparsa inizialmente sulla rivista Umbria e Marche (1869-70, vol.II), poi ristampata nel volume Fame usurpate del 1877- in cui il critico si sarebbe accanito anche contro la poesia di Aleardo Aleardi e Giacomo Zanella - non turbò più di tanto il traduttore, che scriveva a Le Monnier: « [...] il dente d'un idrofobo che dà di morso fino al Goethe spero non potrà sfiorarmi la pelle, né far marcire ne' tuoi magazzeni i volumi delle mie opere». E non frenò certamente la sua operosità dal momento che già nel 1870 egli completò, con la pubblicazione del Manfredo, la versione del teatro di Byron.
Nel 1870 inizia a tradurre le Odi di Anacreonte.
Questi sono anche gli anni in cui viene scelto come rappresentante ufficiale in occasioni di rilevante valore simbolico: già nel 1865 aveva partecipato quale incaricato della città di Riva del Garda e dell'Istituto lombardo di scienze, lettere e arti alle imponenti celebrazioni del VI Centenario della nascita di Dante Alighieri a Firenze; nel 1871 il ministro dell'istruzione pubblica Cesare Correnti (i rapporti col quale risalivano agli anni milanesi del salotto) lo incaricò ufficialmente di rappresentare la nazione italiana nel trasporto delle ceneri di Ugo Foscolo in Santa Croce; nel 1873 rappresentò ancora Riva del Garda nei solenni funerali di Alessandro Manzoni; nel 1874 l'Accademia della Crusca, quale Socio lo delegò suo rappresentante alle feste commemorative del V Centenario del Petrarca ad Arquà e a Padova.
Si moltiplicavano nel contempo i titoli accademici e le cariche onorifiche, pubbliche e private, fino alla nomina a Senatore del Regno nel 1879, a cittadino onorario di Firenze nel 1880, a Cavaliere dell'Ordine civile di Savoia nel 1883 e infine nel 1884 riceve la medaglia commemorativa destinata ai combattenti delle Cinque Giornate.
Proseguì intensamente, anche nell'ultimo decennio della lunga vita, la sua attività di traduttore. L'Ifigenia in Tauride (1874) e le Elegie romane (1875) conclusero il ciclo delle versioni goethiane. Tra gli altri autori tedeschi di rilievo resi in italiano è da ricordare Heinrich Heine, di cui tradusse le tragedie Ratcliff (1875), dedicata all'affezionatissimo giovane commediografo Achille Torelli, che la mise in scena, e Almansor (1876). E anche Franz Grillparzer di cui dette alle stampe nel 1877 l'Avola (che però aveva già proposto a Verdi nel 1846 durante gli "ozi" di Recoaro, fornendogliene un abbozzo) e nel 1879 la Medea.
Le ultime traduzioni di Maffei (Lara, Mazeppa, Giaurro di Byron) e l'ultima raccolta di versi originali (Affetti), risultano pubblicati a Milano da Ulrico Hoepli,editore svizzero che, trasferitosi nella capitale lombarda, vi aveva fondato una casa editrice. Proprio a Hoepli - presso il quale molte sue versioni avrebbero continuato a essere ristampate per molti anni - Maffei volle dedicare un'epistola poetica da porsi innanzi, quale affettuosa dedica, a una ennesima riedizione degli Amori degli angeli di Thomas Moore, in corso di stampa alla fine del 1885. La composizione è datata 23 novembre 1885, ovvero quattro giorni prima della morte di Maffei, che avviene a Milano nell'Albergo Bella Venezia di piazza San Fedele. Dopo le esequie solenni la salma fu trasportata a Riva del Garda e fu sepolta nella cappella della villa della famiglia de Lutti alla quale Maffei aveva lasciato tutti i suoi beni, comprese le carte, la ricchissima biblioteca e la preziosa collezione d'arte.

## Opere
- La preghiera, Milano, Fontana, 1829.
- Studi poetici, Milano, A. Fontana, 1831.
- Poesie varie, Milano, f.lli Ubicini, 1839.
- I masnadieri (Teatro Her Majesty di Londra, 22 luglio 1847) - Melodramma tragico in quattro parti di Andrea Maffei, musica di Giuseppe Verdi
- David Riccio. Dramma in 2 atti con prologo. Poesia di A. Maffei, musica di Vinc. Capecelatro, da rappresentarsi nell'I.R. Teatro alla Scala il carnovale 1850, Milano, Valentini, 1849.
- Macbeth. Melodramma in quattro parti, musica del maestro Giuseppe Verdi, da rappresentarsi al Teatro Carcano, Milano, G. Ricordi, 1850.
- Dal Benaco. Versi, Milano, G. Gnocchi, 1854.
- Arte, affetti, fantasie. Liriche, Firenze, Le Monnier, 1864.
- È morto il re! Versi, Firenze, succ. Le Monnier, 1878.
- Liriche, Firenze, succ. Le Monnier, 1878.
- Affetti, Milano, U. Hoepli, 1885.
- Ghirlanda per una sposa. Versi, Perugia, Boncompagni, 1886.

### Traduzioni
- Gessner, Gli Idillj, Traduzione poetica del cav. A. Maffei, Parte I, Milano, G. Pirotta, 1818.
- Gessner, Idilli, [Traduzione] del cav. A. Maffei, Seconda edizione accresciuta, Venezia, Picotti, 1820.
- F. Schiller, La sposa di Messina. Tragedia, Traduzione del cav. A. Maffei, Milano, A. Fontana, 1827.
- F. Schiller, Maria Stuarda. Tragedia, Traduzione del cav. A. Maffei, Milano, Editori degli Annali Universali, 1829.
- F. Schiller, La vergine d'Orleans. Tragedia romantica, Traduzione del cav. A. Maffei, Milano, Editori degli Annali Universali, 1830.
- F. Schiller, Guglielmo Tell. Tragedia, Traduzione del cav. A. Maffei, Milano, Editori degli Annali Universali, 1835.
- Tommaso Moore, Gli amori degli angeli. Poema, Traduzione italiana del cav. A. Maffei, Livorno, Bertani e Antonelli, 1836.
- Tommaso Moore, Canti orientali, Traduzione del cav. A. Maffei, Milano, f.lli Ubicini, 1836.
- F. Schiller, Cabala ed amore. Dramma, Traduzione del cav. A. Maffei, Milano, Pirola, 1852.
- Lord Byron, Caino. Mistero, Traduzione del cav. A. Maffei, Milano, Luigi di Giacomo Pirola, 1852.
- Lord Byron, Cielo e terra. Mistero, Traduzione del cav. A. Maffei, Milano, G. Gnocchi, 1853.
- F. Schiller, La congiura del Fiesco. Tragedia, Traduzione del cav. A. Maffei, Milano, Luigi di G. Pirola, 1853.
- Lord Byron, Parisina. Poema, Traduzione del cav. A. Maffei, Milano, G. Gnocchi, 1853.
- Boileau, Le satire e le epistole, tradotte da A. Maffei, Firenze, Volpato, [dopo il 1853].
- Giovanni Milton, Il paradiso perduto. Poema, Traduzione del cav. A. Maffei, Torino, Unione Tipografica Editrice, 1857.
- Michele Beer, Struensee. Tragedia in cinque atti, tradotta per le scene italiane da A. Maffei, Milano, Tito di Gio. Ricordi, [pref. 1863].
- Volfango Goethe, Arminio e Dorotea, Traduzione di A. Maffei, Milano, Bernardoni, 1864.
- Wolfango Goethe, Fausto. Tragedia, Traduzione di A. Maffei, Firenze, Successori Le Monnier, 1866.
- Lord Byron, Misteri e novelle, Traduzioni di Andrea Maffei, Firenze, Successori Le Monnier, 1868.
- William Shakespeare, La tempesta, Traduzione di Andrea Maffei, Firenze, Successori Le Monnier, 1869.
- William Shakespeare, Macbeth, Traduzione di Andrea Maffei, Firenze, Felice Le Monnier, 1869.
- Poeti tedeschi: Schiller, Goethe, Gessner, Klopstock, Zedliz, Pirker, Traduzioni di A. Maffei, Firenze, Successori Le Monnier, 1869.
- Enrico Heine, Guglielmo Ratcliff. Tragedia, Traduzione di A. Maffei, Milano, a spese della ditta G. Molinari, 1875.
- Orazio, L'ode a Pirra, tradotta da A. Maffei, con commenti di Giovanni a Prato, in «Rivista nuova», II, 1880.
- George Byron, Lara, Milano, U. Hoepli, 1882.
- George Byron, Giaurro, Milano, U. Hoepli, 1884.